# ФК Левски (Долна баня)
ФК Левски (Долна баня) е български футболен клуб от град Долна баня, Софийска (област). През сезон 2021/22 клубът се състезава в ОФГ София, източна подгрупа.

## История
Футболен Клуб “ЛЕВСКИ“ – гр. Долна баня е регистриран като сдружение с нестопанска цел в обществена полза през 1998 г. Клубът се явява като правоприемник на съществуващите в миналото „Ибър“, „Левски“, „Долна баня“ – с над 70 годишна история. Най-големият успех до момента е 2-ро място в Югозападна аматьорска футболна лига, през 2001 година.
Мъжкият отбор в момента играе в първенството на ОФГ София, източна подгрупа. Мениджър на отбора е Иван Габеров. Клубът има изградена ДЮШ (Детска и юношеска школа). В нея работят в момента двама треньори – Васил Йорданов и Николай Атанасов. Тренировъчният процес и мачовете на клуба се провеждат на новопостроеният Спортен комплекс в града.

## Сезони
| Сезон     | Име                      | Група             | Място |
| --------- | ------------------------ | ----------------- | ----- |
| 2008 – 09 | Левски (Долна баня)      | „Б“ ОФГ София     | 3     |
| 2010 – 11 | Левски (Долна баня)      | ОФГ София – изток | 6     |
| 2011 – 12 | Левски 2007 (Долна баня) | ОФГ София – изток | 4     |
| 2012 – 13 | Левски 2007 (Долна баня) | ОФГ София – изток | 6     |
| 2013 – 14 | Левски (Долна баня)      | ОФГ София – изток | 6     |
| 2014 – 15 | Левски (Долна баня)      | ОФГ София – изток | 10    |
| 2018 – 19 | Левски 2007 (Долна баня) | ОФГ София – изток | 5     |
| 2019 – 20 | Левски 2007 (Долна баня) | ОФГ София – изток | 5*    |
| 2020 – 21 | Левски (Долна баня)      | ОФГ София – изток | 4     |
| 2021 – 22 | Левски (Долна баня)      | ОФГ София – изток | 5     |

(*) Сезонът не завършва.

## Стадион
Спортен комплекс „Долна баня“ е открит през 2015 г., изграден по ОП „Развитие на селските райони“ за близо 6 млн. лева. Комплексът е построен на мястото на бившия стадион „Левски“.